# Pallya család
A Pallya Nyitra- és Bars vármegyei, illetve Verebély széki nemesi család.
A név a Pál személynév képzős származéka lehet. Családnévként a 15. századtól ismert, a 16. század második felétől több helyen is megjelenik.
1470-ben a kisheresztényi Gyepes család panaszai között említik kisheresztényi Palya Miklós és felesége Orsolya birtokháborítását. 1523-ban Kisheresztényi előnévvel szerepelnek a forrásokban és ott is lakhattak. A Verebélyi érseki nemesi székben a 16. század végétől találni nyomukat. 1600-ban Andrást Nagycétényben, Pált Tardoskedden írták össze. 1608-ban Alsószőllősön, 1610-ben Kisheresztényben, később Tardoskedden és Nagycétényben szereznek zálogba birtokot. 1625-1626-ban Palya István cétényiként, 1649-ben pedig Pallya István verebélyiként a nagyszombati jezsuita gimnáziumban tanult. 1642-ben Czeteny alias Pallya alakban szerepelnek. Pallya Ádám 1690-1693 között, Sándor pedig 1721-1724 között tanult ugyanott.
A család birtokos volt többek között Kisheresztényen, Dicskén, Kis- és Nagycétényben és egy águk Perlepen, ill. Galgócon. 1699-ben több más családdal együtt Pallya Miklós és Sándor kaptak adományt Kollonich Lipót érsektől Nemespannon a Fölső és Alsó Osztályban, ill. Pallya János Tardoskedden. Az osztozás után, részben leánytestvérük Ilona jussára költözött a Csiffáry család Nemespannra. Még 1726-ban Pallya Miklós halála után gyermekei Juhász Istvánné Pallya Kata, Pallya István és János megosztoztak a kiscétényi és nemespanni örökségen. 1730-ban Esterházy Imre érsektől kapott adományt Pallya István és János, illetve Fazekas János az egykori Bacskády részre. Valószínűleg Bacskády részről, vagy más női ágon birtokosok voltak még Mártonfalván Malomszegen, Kalászon és Nyitraszőlősön, ezen részeket azonban idővel elcserélték (például Pallya István és János testvérek Paczolay Balázzsal és fiával Györggyel), vagy eladták. A nemespanni Bacskády jusson egy vendégfogadót is fenntartottak, amely azonban idővel tönkrement. A Bacskády, Dabis, Ferenczy, Huszár és Magyar családokat érintő birtokügyi iratok is a családhoz kerültek.
Pallya István 1751-ben végrendelkezett. Nyitra vármegyében 1780-ban, 1795-ben, 1807-ben és 1844-ben igazolták nemességüket.
1788-ban Pallya István Nemespannon zálogba bocsátotta Tarsoly dűlőben fekvő szántóföldjét és Szárczó dűlőben lévő rétjét Csekey Mihálynak és feleségének Csiffáry (?) Máriának 8 évre 16 forintért.
A család egyes tagjai gyakran keveredtek veszekedésbe, esetleg erőszakos cselekményekre ragadtatták magukat, sőt egy esetben gyilkossággal végződött az őket ért sérelem. 1738-ban Palya Tamás tanult a nyitrai piaristáknál, akkor, amikor pestisjárvány pusztított az országban, ami 1739-ben elérte Nyitra vármegyét is. 1758-ban Pallya István, 1784-ben Palla Antal, 1802-ben és 1805/6-ban pedig Pallya István tanult a nyitrai piaristáknál.

## Neves családtagok

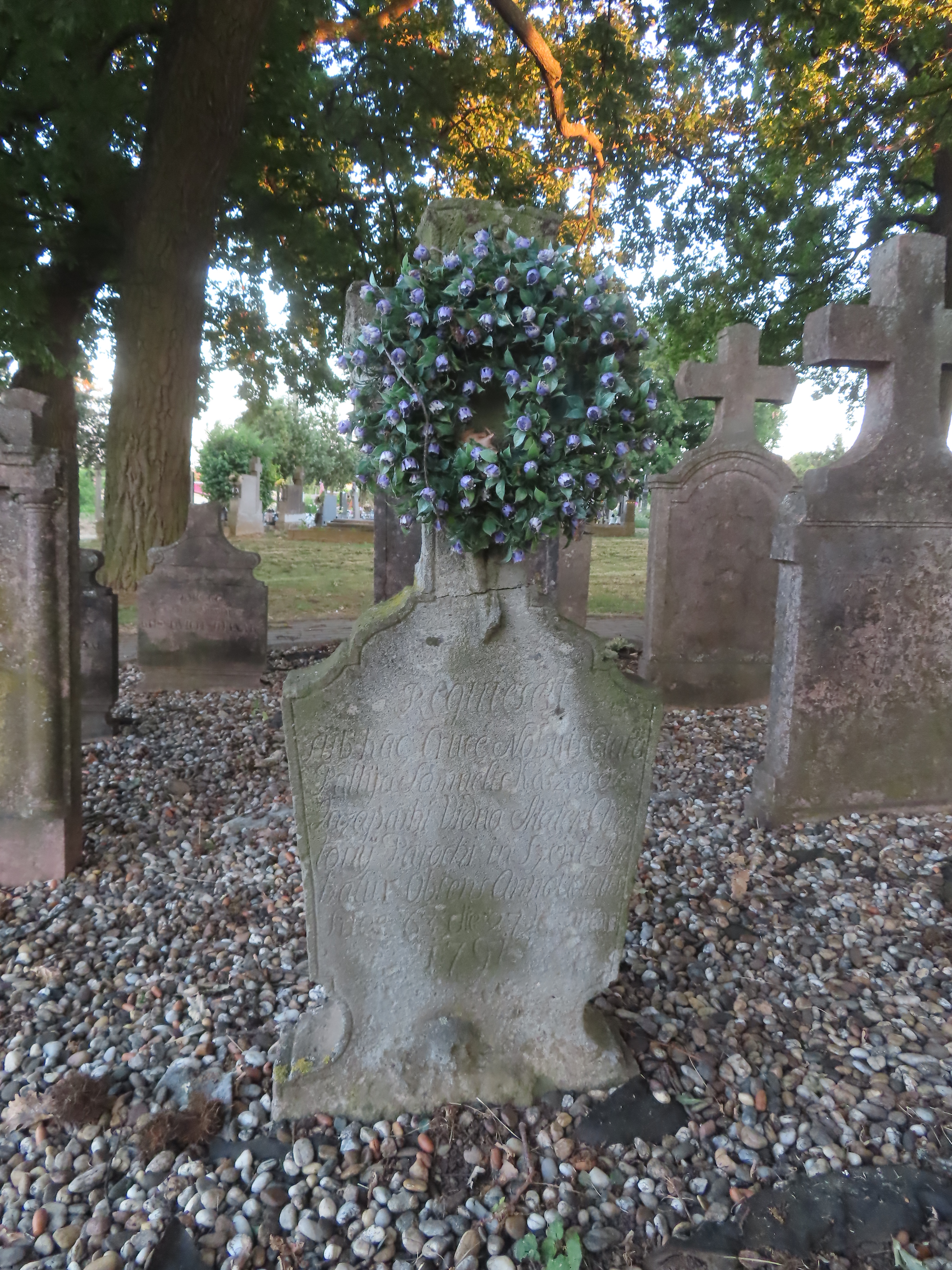
Pallya Klára sírköve (Kaszás Antal anyja)
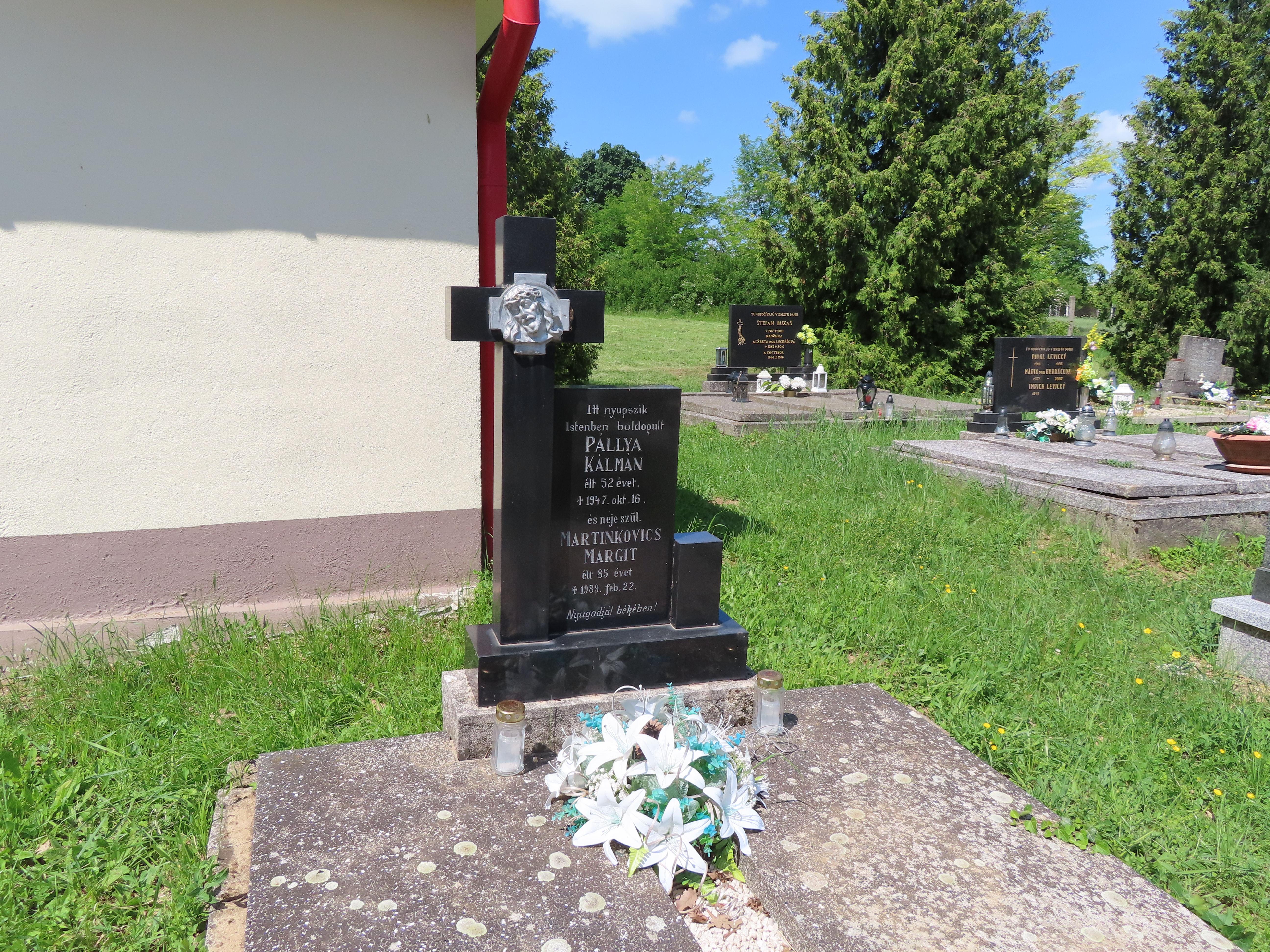
Pallya Kálmán sírja Nemespannon
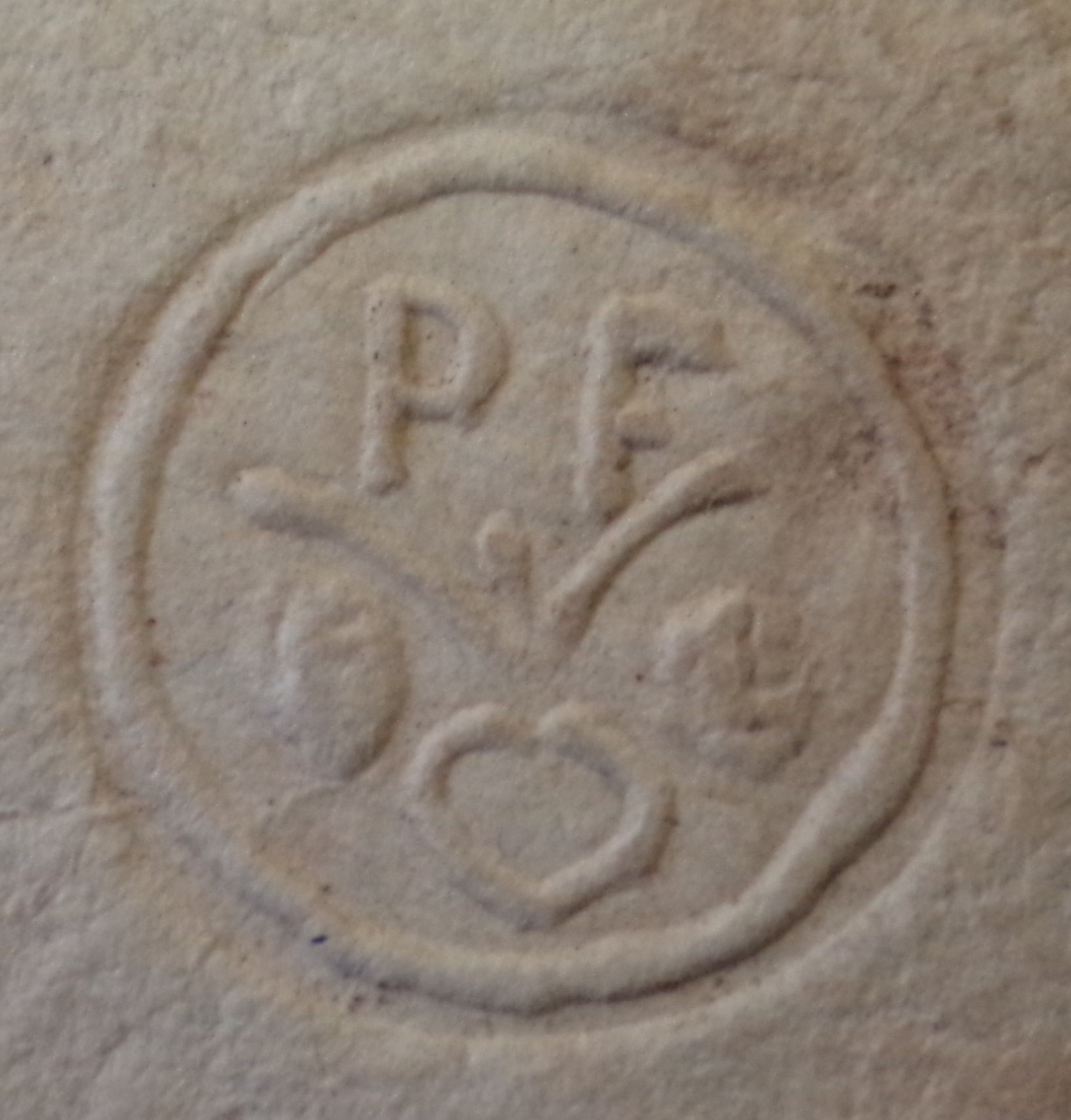
Valószínűleg Palya Ferenc pecsétje 1716-ból

Nevesebb személyek voltak a családból Palya Ferenc Verebély széki esküdt 1722-ben, 1726-ban, 1729-ben, 1731-1732-ben, 1740-ben, 1743-ban és 1755-ben, aki címeres pecsétet is használt. Ettől eltérő címeres pecsétet használt 1799-ben és 1801-ben János Bars vármegyei szolgabíró. Pallya László 1825-ben Verebély széki edküdt. Egyelőre nem ismert a Pallya Antal által 1783-ban használt pecsét képe.
Pallya Rezső 1915-ben, Pallya Kálmán László (1895-1947) pedig 1931-41 között nemespanni bíró. A lévai Pállya István (1740-1802) piarista rendfőnök, színműíró, ezen családdal való rokonsága ezidáig nem bizonyított. Hasonlóan Pállya József Nógrád vármegyei levéltárnok és táblabírónak, 1819-1832 között a szegedi fenyítőház ellenőrének származása sem kapcsolható egyelőre hozzájuk.
Jászapáthi Kaszás Antal szentmihályúri plébános is a családból származott.